# Frederik Erhardt Winkel Horn
Frederik Erhardt Winkel Horn (ur. 19 czerwca 1845 w Kopenhadze, zm. 17 listopada 1898) – duński pisarz, literaturoznawca i archeolog.

## Życiorys
Gimnazjum ukończył w 1863, w 1868 uzyskał tytuł magistra historii starożytnej obszarów nordyckich, a w 1878 tytuł doktora. Początkowo wybraną specjalizację (archeologia) zmienił na historię literatury.
Dwukrotnie żonaty, ojciec pisarza ekonomicznego Frederika Winkela Horna.

## Publikacje
Winkel Horn był bardzo produktywnym autorem. Publikował głównie na tematy archeologii i historii literatury nordyckiej, był też autorem szkolnych podręczników języka duńskiego. Winkel Horn był również tłumaczem – niektóre z jego tłumaczeń wydawane są do dziś i wciąż są wysoko ocenianie (np. tłumaczenie średniowiecznej kroniki Gesta Danorum (Czyny Duńczyków) autorstwa Saxo Gramatyka).
Do najważniejszych prac i tłumaczeń Horna należą:
- Mennesket i den forhistoriske Tid (1874; „Człowiek czasów prehistorycznych”)
- Udsigt over Nordens Oldtidsminder (1883; „Przegląd zabytków starożytnej Skandynawii”)
- Den ældre Edda i poetisk Gjengivelse (1869; poetycki przekład Eddy starszej)
- Billeder af Livet paa Island (I-III, 1871-1876; „Obrazki z życia Islandii”, tłumaczenia sag islandzkich)
- Nordiske Heltesagaer (1876; „Nordyckie sagi bohaterskie”, tłumaczenia sag islandzkich)
- Den danske Litteraturs Historie (I-II, 1881; „Historia literatury duńskiej”)
- Almindelig Litteraturhistorie (I-II, 1876; „Historia literatury powszechnej”, rozszerzone o literaturę nordycką tłumaczenie pracy J. Scherra)
- N. F. S. Grundtvigs Liv og Gjerning (1883; „Życie i działalność Mikołaja Fryderyka Seweryna Grundtviga”)
- L. Holberg (1884, o dramatopisarzu Ludwiku Holbergu)
- Digte (1872, „Wiersze”)
- Danmarks Krønike (1896-1898; tłumaczenie średniowiecznej kroniki Gesta Danorum (Czyny Duńczyków) autorstwa Saxo Gramatyka)